# Фрилансер
Фрила́нсер (від англ. freelancer — «вільний списник») — популярна назва, термін у повсякденному мовленні, який часто використовується, але не вживається в законі (не має нормативно-правового закріплення) і стосується виконання праці без постійного найму. Це самозайнята особа без персоналу або вільнонайманець.
Термін стосується нестандартних або гнучких різноманітних форм зайнятості та трудових відносин, що склалися в умовах цифровізації економіки та соціально-трудових відносин, скороченні дисбалансів на ринку праці, реагування на форс-мажорні обставини в сучасному світі, в тому числі на глобальний карантин під час пандемії коронавірусної інфекції. З точки зору форм зайнятості таку роботу називають фрилансом.
Фриланс є такою формою організації діяльності особи, яка дозволяє їй бути більш стійкою в умовах зростання безробіття, працювати віддалено (дистанційна зайнятість, в тому числі поза місцезнаходженням роботодавця), самотужки, без прив'язки до конкретного місця роботи, використовуючи сучасні інформаційно-комунікаційні засоби, без укладення трудового договору з роботодавцем, без постійного найму, без основного місця роботи чи роботи за сумісництвом, і взагалі бути тимчасово без роботи. Фрилансери тимчасово співпрацюють з одним або одразу з великою кількістю замовників чи роботодавців (за одноразову винагороду чи за велику кількість дуже дрібних сум гонорарів), самостійно, на власний розсуд регламентують робочий час та відпочинок, самостійно вибирають робоче місце і створюють безпечні та нешкідливі умови праці, і як правило, не зобов'язані підкорятися правилам внутрішнього розпорядку роботодавця чи замовника. Фриланс дає можливість пропонувати свої послуги на міжнародному ринку.
Фрилансер-працівник сам шукає собі проєкти, може одночасно працювати на декілька фірм, виконує роботу без укладання довгострокового договору з роботодавцем, і є найманим лише для виконання певного переліку робіт (позаштатний працівник). Фрилансером може бути і працівник, запрошений для виконання робіт в ході аутстафінгу. Фрилансер може одночасно виконувати замовлення для різних клієнтів, оскільки він є поза постійним штатом якої-небудь компанії. В Україні фрилансерами переважно називають людей, що виконують будь-яку роботу через інтернет віддалено. Серед фрилансерів багато представників так званих творчих професій (журналісти, письменники, дизайнери, художники, фотографи), спеціалістів IT (адміністратори сайтів, веброзробники, web-дизайнери, контент-менеджери, та інші), а також  спеціалістів з реклами, маркетологів, інженерів, архітекторів, осіб, що займаються перекладацькою роботою, коректорською роботою, рерайтингом та копірайтингом тощо.
Терміни «фриланс» та «фрилансер» згадуються лише у Листі Міністерства праці та соціальної політики України № 105/13/116-08 від 15.05.2008 р., який визначає «фриланс» як віддалену роботу через мережу Інтернет, а «фрилансер» — як вільний працівник (самозайнята особа), позаштатний працівник, який виконує разове замовлення або тимчасову роботу без зарахування до штату підприємств.
Європейська комісія не дає визначення «фрилансерів» у жодному законодавчому тексті. Однак Європейська комісія визначає самозайняту особу як людину, яка «займається прибутковою діяльністю за власний рахунок, згідно з умовами, встановленими національним законодавством». У здійсненні такої діяльності особистий елемент має особливе значення, і така діяльність завжди передбачає велику міру незалежності у виконанні професійної діяльності. Це визначення походить від Директиви (2010/41/ЄС) про застосування принципу рівного ставлення до чоловіків і жінок, які займаються самозайнятою діяльністю.

## Історія
Слово freelancer складено з двох слів: англ. free — «вільний» та lancer, — «списник». Хоча термін «freelancer» зазвичай приписують серу Вальтеру Скотту (1771–1832) у романі «Айвенго» (1820) для опису «середньовічного воїна-найманця» або «вільного найманця» (вказуючи на те, що спис не присягає служити жодному лорду, а не те, що спис доступний безкоштовно), попередня поява зустрічається у Томаса Н. Брауна в «Життя та часи Г'ю Міллера» (1809).

## Опис форми зайнятості
Інтернет відкрив багато можливостей для фрилансерів. Мережа та пов'язані з нею інформаційні та банківські технології дозволили деяким категоріям працівників зменшити свою присутність в офісах або повністю працювати з дому. Зростання інтернету можна спостерігати у всіх секторах і галузях. Фрілансер найчастіше пропонує свої послуги через Інтернет або  з вуст в уста, тобто через особисті контакти, і рідше через газетні оголошення. Існує багато спеціалізованих сайтів, покликаних допомогти фрилансерам знайти наступну роботу, чергове замовлення. Фриланс має особливе  поширення в таких сферах діяльності, як журналістика (в тому числі пов'язані з написанням текстів: копірайтинг, переклади), комп'ютерне програмування, вебдизайн і графічний дизайн у всіх його проявах (реклама, дизайн інтер'єру тощо), переклади і різного роду консультаційна діяльність, адміністрування обладнання через інтернет, приватна фото- та відеозйомка,  фриланс поширений серед оптимізаторів, учасників партнерських програм, інженерів-конструкторів.
Ринок фриланс-послуг наразі досить розвинений у Європі і США і швидко зростає в Україні та СНД, залучаючи нових учасників як з боку виконавців, які пропонують свої послуги, так і з боку приватних осіб і організацій, які бажають співпрацювати дистанційно.
Покоління міленіалів вважається найбільш схильним до "телероботи" та фрилансу. Згідно опитувань, за 2016—2017 роки кількість міленіалів, що працювали віддалено повністю або частково, зросла з 21 % до 64 %.

## Регулювання
Станом на липень 2022 року 80 відсотків ІТ-компаній в Україні у своїх відносинах з працівниками працюють через ФОП, що допомагає оптимізувати податкове навантаження.
22 липня 2022 року з метою врегулювання фрилансу в Україні Верховна Рада ухвалила законопроєкт (законопроєкт №5161) про нову форму трудових відносин — договір з нефіксованим робочим часом, — форму трудових відносин, коли вільнонайманець залучається до виконання певного виду робіт. Ініціатором ухвалення виступив Кабінет Міністрів України. За таким договором ІТ-спеціалісти, СММщики, графічні дизайнери, бухгалтери, юристи, менеджери та консультанти з різних питань, тощо (це далеко не повний перелік професій), які виконують певну роботу не на постійній основі, а на замовлення, можуть використовувати цю форму трудових відносин замість фізичних ФОПів і фрилансеру не доведеться реєструватися ФОПом. За таким договором роботодавець повинен сплачувати податки за фрилансера. Відповідно до нещодавно запровадженої форми трудового договору з невизначеним робочим часом, договір передбачає, що роботодавець не надає роботу на постійній основі, а працівник виконує обов'язки лише тоді, коли вони з'являються. За трудовими договорами з невизначеним робочим часом заробітна оплата праці фрилансерів здійснюється за фактично відпрацьований час або за фактично виконану роботу. Фрилансер може поєднувати легальну роботу в кількох роботодавців і матиме базові соціальні гарантії у вигляді лікарняних, відпусток, тощо. Цей новий тип трудового договору є альтернативою цивільно-правовим договорам.

## Попит на послуги
По об'ємам заробітку в світі фрилансерами в різних сферах (особливо це стосується веб-розробки, розробки мобільних додатків, веб-дизайну та інших пов'язаних з ринком ІТ-технологій) станом на 2017 рік Україна займає четверту сходинку (після Індії, США і Філіппін).
З 2006 по 2011 роки працівники-фрилансери України заробили $38 млн., а з 2012 по 2017 роки — $262 млн, тобто, близько $300 млн за 10 років. Очікувано, найбільша кількість фриланс-працівників в Київській області — 36% (з них, майже 90% — в столиці), в Харківській області працює 9,7%, Дніпропетровській області — 8,5%, Одеській області — 5,7%, Донецькій області — 5,3%, Львівській області — 4,8%, Запорізькій області — 4%. В решті 18 областях України – приблизно 25%, менше 4% по кожній області.
За перші місяці 2023 року попит на послуги фрилансерів зріс на 84% порівняно з аналогічним періодом минулого року.
У березні 2023 року компанія Payoneer, що пропонує фінансові послуги онлайн та грошові перекази, провела масштабне дослідження заробітних плат фрілансерів і включила Україну до топ-5 країн для фрілансу. Компанія зазначає, що жінки заробляли в середньому 22 долари на годину, а чоловіки — 24 долари.

### Схема роботи фрилансера
Фрілансери можуть розміщувати свої портфоліо на спеціалізованих фріланс-сайтах. З часом фрілансер може напрацювати клієнтську базу і працювати над індивідуальними замовленнями.
Існують як спеціалізовані сайти для перекладу, програмування, копірайтингу тощо, так і загальні сайти для фрлансерів, біржі фрилансу. Фриланс-біржа — сайт, що надає послуги посередника між фрилансером (виконавцем робіт) та замовником (роботодавцем) і виступає у ролі майданчика для розміщення проєктів робіт та здійснення домовленостей між виконавцем та роботодавцем. За надані послуги посередництва фриланс-біржі зазвичай утримують з кожного виконаного проєкта відсоток або ставку визначеного розміру.
Міжнародні біржі
- Upwork[19][20]
- Fiverr
- Freelancer.com[en]

Біржі в Україні
- Freelancehunt.com — найбільша українська фриланс-біржа у сферах IT, проєктування, інжинірингу, графічного дизайну та інших сферах пов'язаних з використанням різноманітного програмного забезпечення.
- Kabanchik.ua — найбільша українська фриланс-біржа у сфері надання послуг, зокрема будівництва, різного роду ремонту, клінінгу, кулінарії.
- Freelance.ua
- Freelancer.com.ua

## Плюси та мінуси фрилансу
Плюси
- свобода вибору робочого завдання;
- вільний графік;
- відсутня транспортна проблема — фрилансер працює вдома, в нього немає необхідності кожен день добиратися в певне місце;
- сприятливі умови праці — можна облаштувати робоче місце на свій смак;
- звільнення не загрожує;
- відповідальність лише за свої дії;
- виконання лише власної роботи — ніхто не попросить «підмінити»[21];
- можливості для міжнародної співпраці.

Мінуси
- не завжди є гарантії отримання оплати за виконану роботу
- нестабільність прибутків;
- відсутність соцпакету;
- відсутність оплачуваних вихідних і відпусток;
- необхідність самому вести бухгалтерію і платити податки[22];
- не завжди є відповідні пропозиції роботи щодо навичок;
- додаткові витрати на робоче місце;
- примарні можливості для якісного кар'єрного росту;

## Цікаві факти
- Фриланс-біржі можуть надавати різні додаткові послуги за окрему плату, зокрема й доступ до розширених функцій налаштувань сайту, хоча деякі з таких функцій користувач може отримати безкоштовно маючи лише знання з HTML, JavaScript та CSS. Наприклад, Freelancehunt.com серед таких послуг надає можливість увімкнення "темної теми" оформлення сайту, проте за допомогою вільного браузерного доповнення Stylish[en] та спеціально оформленого файлу CSS-стилю[23][24] користувач може змінювати кольори оформлення будь-якого сайту власноруч і на власний розсуд навіть без доступу до налаштувань сайту.

## Деталізація джерел
1. 1 2 3 4  Заболотна Н.Я. Фріланс як нова форма зайнятості та трудових відносин. Навчально-науковий інститут права, психології та інноваційної освіти Національного університету «Львівська політехніка». // Електронне наукове фахове видання «Юридичний науковий електронний журнал» юридичного факультету Запорізького національного університету, № 1, 2022. doi:10.32782/2524-0374/2022-1/34
2. ↑  Чернишова Л.І., Славенко Є.А. Особливості розвитку фрілансу як гнучкої форми організації праці персоналу в сучасних умовах розвитку економічних відносин / Л.І. Чернишова, Є.А. Славенко // Економіка: реалії часу. Науковий журнал. — 2022. — № 5 (63). — С. 49-58. — Доступ до журн.: PDF[недоступне посилання]. doi:10.5281/zenodo.7492948.
3. 1 2  Лєскова Л.Ф. Фріланс та його перспективи на українському ринку праці // Topical Issues of Science and Education: Proceedings of the International Scientific Conference (Warsaw, Poland, July 17, 2017). — Vol.3. — Warsaw: RS Global S. z O.O., 2017. — С. 22 - 25. Доступ
4. ↑  «Директива (2010/41/ЄС) про застосування принципу рівного ставлення до чоловіків і жінок, які займаються самозайнятою діяльністю». 15 липня 2010. Архів оригіналу за 24 серпня 2015
5. ↑  "Результати пошуку для "фріланс"". Словник Chambers Harrap. Архів оригіналу за 6 грудня 2012 року. Процитовано 21 грудня 2012 року
6. ↑  «Життя та часи Г'ю Міллера». Rudd & Carleton. 1809
7. ↑  Результати опитування Deloitte (PDF). Архів оригіналу (PDF) за 12 листопада 2020. Процитовано 17 серпня 2020.
8. ↑  How Freelancers' Use of Technology Disrupts The Workplace. Mailbird. 20 липня 2019. Архів оригіналу за 1 жовтня 2020. Процитовано 17 серпня 2020.
9. 1 2 3  Лілія Ржеутська. Ринок праці в Україні: фріланс виходить з "тіні"? | 22 липня 2022 р.| Дойче Велле
10. 1 2 3 4 5 6 7  Анастасія Дячкіна. Як півтора року війни змінили ринок фрилансу: заробіток, пошук роботи та зайнятість | 6 вересня 2023 | epravda.com.ua
11. ↑  Зайченко К.С. Ринок фрілансу в Україні // Ефективна економіка № 12, 2017 Доступ
12. 1 2 3 4  Бондаревська К.В., Криша В.В. Нетрадиційні форми зайнятості населення та їх розвиток / Університет митної справи та фінансів // «Молодий вчений» • № 11 (51) • листопад, 2017 р. Доступ
13. ↑  Як знайти фриланс-роботу під час війни?. biz.nv.ua (укр.). Процитовано 19 жовтня 2023.
14. ↑  Як працювати на фриланс-біржах для іноземних замовників. finance.ua. Процитовано 18 жовтня 2023.
15. 1 2  Біржі фрилансу: зібрали найкращі популярні біржі й розповідаємо, як на них заробляти. dev.ua (укр.). Процитовано 18 жовтня 2023.
16. ↑  Уряд запропонує Раді урівняти в правах фрілансерів і звичайних працівників — Forbes.ua. forbes.ua (укр.). 25 лютого 2021. Процитовано 19 жовтня 2023.
17. ↑  Верховна Рада узаконила фріланс. В Україні зʼявиться нова форма трудового договору — Forbes.ua. forbes.ua (укр.). 18 липня 2022. Процитовано 19 жовтня 2023.
18. ↑  В Україні почне працювати закон про фрилансерів. Що він змінює для працівників та бізнесу — Forbes.ua. forbes.ua (укр.). 2 серпня 2022. Процитовано 19 жовтня 2023.
19. ↑  Безкоштовний онлайн-курс «Швидкий старт на UpWork» для тих, хто хоче почати працювати на фріланс-біржі. business.diia.gov.ua (укр.). Процитовано 19 жовтня 2023.
20. ↑  Upwork розіслав листи про загрозу війни в Україні. Фрілансери кажуть, що втрачають через це роботу. Деталі конфлікту — Forbes.ua. forbes.ua (укр.). 3 лютого 2022. Процитовано 19 жовтня 2023.
21. ↑  Фриланс — свободный полет или полет без запасного парашюта?. Архів оригіналу за 27 жовтня 2012. Процитовано 28 січня 2011.
22. ↑  Робота фрилансера як ІП [Архівовано 23 листопада 2010 у Wayback Machine.] (рос.)
23. ↑  Frelancehunt.com Dark theme. userstyles.org (англ.). Процитовано 19 жовтня 2023.
24. ↑  Freelancehunt Dark Theme by foxhands. userstyles.world (англ.). 17 лютого 2022. Процитовано 19 жовтня 2023.